# Gémenos
Gémenos – miejscowość i gmina we Francji, w regionie Prowansja-Alpy-Lazurowe Wybrzeże, w departamencie Delta Rodanu.
Według danych na rok 1990 gminę zamieszkiwało 5025 osób, a gęstość zaludnienia wynosiła 153 osoby/km² (wśród 963 gmin regionu Prowansja-Alpy-W. Lazurowe Gémenos plasuje się na 136. miejscu pod względem liczby ludności, natomiast pod względem powierzchni na miejscu 301.).